# Enrique Badillo
Enrique Badillo (* 10. Mai 1984 in Rio Grande, Zacatecas) ist ein ehemaliger mexikanischer Fußballspieler auf der Position eines Stürmers.

## Laufbahn
Badillo begann seine fußballerische Laufbahn in den Nachwuchsabteilungen des CF Pachuca, für den er erstmals am 21. April 2002 in einem Heimspiel gegen den Club Atlante (1:2) in einem Spiel der mexikanischen Primera División zum Einsatz kam. Bei den Tuzos, mit denen er den Meistertitel der Clausura 2006 gewann, konnte er sich jedoch ebenso wenig durchsetzen wie bei seinem nächsten Verein CD Veracruz, in dessen Reihen er aber in seinem letzten Erstligaspiel am 28. April 2007 seinen einzigen Erstligatreffer am letzten Spieltag der Clausura 2007 zur 1:0-Führung gegen den Club Necaxa (Endstand 1:1) erzielte.
Stammspieler war er anschließend bei dessen Farmteam Tiburones Rojos Coatzacoalcos in der zweiten Liga. Als in der Winterpause 2008/09 die Zweitligalizenz auf die Albinegros de Orizaba übertragen wurde, ging Badillo ebenfalls auf die neue Mannschaft über, brachte es dort aber nur auf drei Einsätze. Anschließend wechselte er zum Mérida FC, seiner letzten Station in der zweiten mexikanischen Liga.

## Erfolge
- Mexikanischer Meister: Clausura 2006